# Naaran
Naaran (נערן), originariamente Niran (נִירָן), es un asentamiento israelí localizado en Cisjordania, que se organiza como un kibutz. Naaran está situado en el centro del valle del Jordán, a 34,5 kilómetros de la línea verde, y se encuentra bajo la jurisdicción del Concejo Regional Valle del Jordán.En 2019 tenía una población de 101 habitantes. El asentamiento se llamó originalmente Niran por la ciudad bíblica de Naaran. En 2018 pasó a llamarse Naaran. La comunidad internacional considera que los asentamientos israelíes en la Cisjordania ocupada son ilegales según el derecho internacional público, pero el gobierno israelí niega esa afirmación.

## Situación

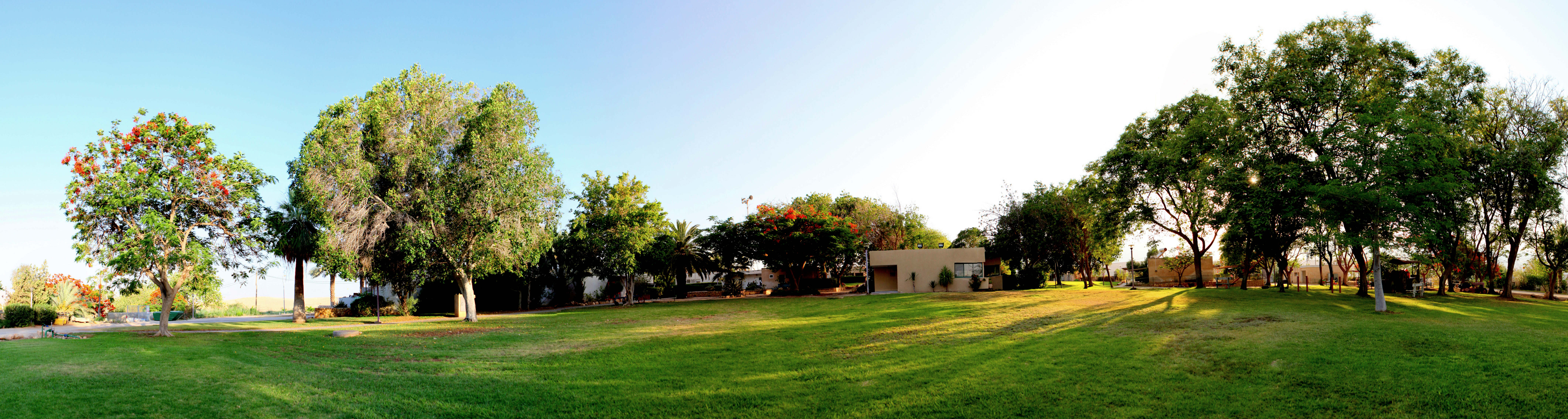
Kibutz de Naaran.

Naaran se encuentra a una altitud de 165 metros bajo el nivel del mar, en la parte central del valle del Jordán, y se sitúa a 12 kilómetros al norte del centro de Jericó, 30 kilómetros al noreste del casco histórico de Jerusalén ya 65 kilómetros al este del centro de Tel Aviv. Está conectado con la red de transporte de Cisjordania por la carretera número 90 (la llamada carretera de Gandhi), el principal eje de transporte norte-sur del valle del Jordán. El kibutz se encuentra a unos 8 kilómetros del río Jordán, que también forma la frontera internacional entre la Cisjordania controlada por Israel y Jordania.
El pueblo forma parte de una franja territorialmente continua de asentamientos agrícolas israelíes que se extienden a lo largo de la carretera número 90. El único asentamiento palestino importante en los alrededores es el pueblo de Fasayil, cuyo nombre conserva el nombre del sitio antiguo original de Fesael. Fasayil se encuentra en el lado norte de esta franja de asentamientos, que también incluye la zona agrícola judía de los asentamientos de Netiv Hagdud, Tomer, Gilgal y Petzael. Al oeste del asentamiento, la pendiente pronunciada de las montañas de Samaria se alza desde la falla del valle del Jordán. La proliferación de asentamientos en Cisjordania fue promovida por Israel después de su conquista en 1967. El valle del Jordán fue una de las zonas donde se establecieron primero los asentamientos israelíes. El llamado Plan Alón preveía la anexión objetiva de buena parte de Cisjodania. El asentamiento de Pecael, establecido en 1970, fue el primero de esta parte del valle del Jordán, y a su alrededor, fueron surgiendo de otras comunidades agrícolas judías. Según la ONG palestina ARIJ, para construir Naaran Israel se incautaron 176 dúnams de tierra del pueblo palestino de Al-Jiftlik.Naaran nació como un puesto militar avanzado para prevenir infiltraciones armadas desde Jordania. Fue desmilitarizado y convertido en un kibutz civil en 1977. 
A principios del siglo XXI, Naaran, como toda el área del Concejo Regional Valle del Jordán, no estaba incluido en el proyecto de la Barrera israelí de Cisjordania.
Desde finales de la década de 1960, según las intenciones del Plan Alón, Israel pretende mantener todo el rango del valle del Jordán. El futuro del asentamiento depende de los parámetros de un posible acuerdo de paz entre Israel y los palestinos. Durante la Segunda Intifada no hubo ataques palestinos graves en Naaran, así como en casi toda la región del valle del Jordán.

## Economía

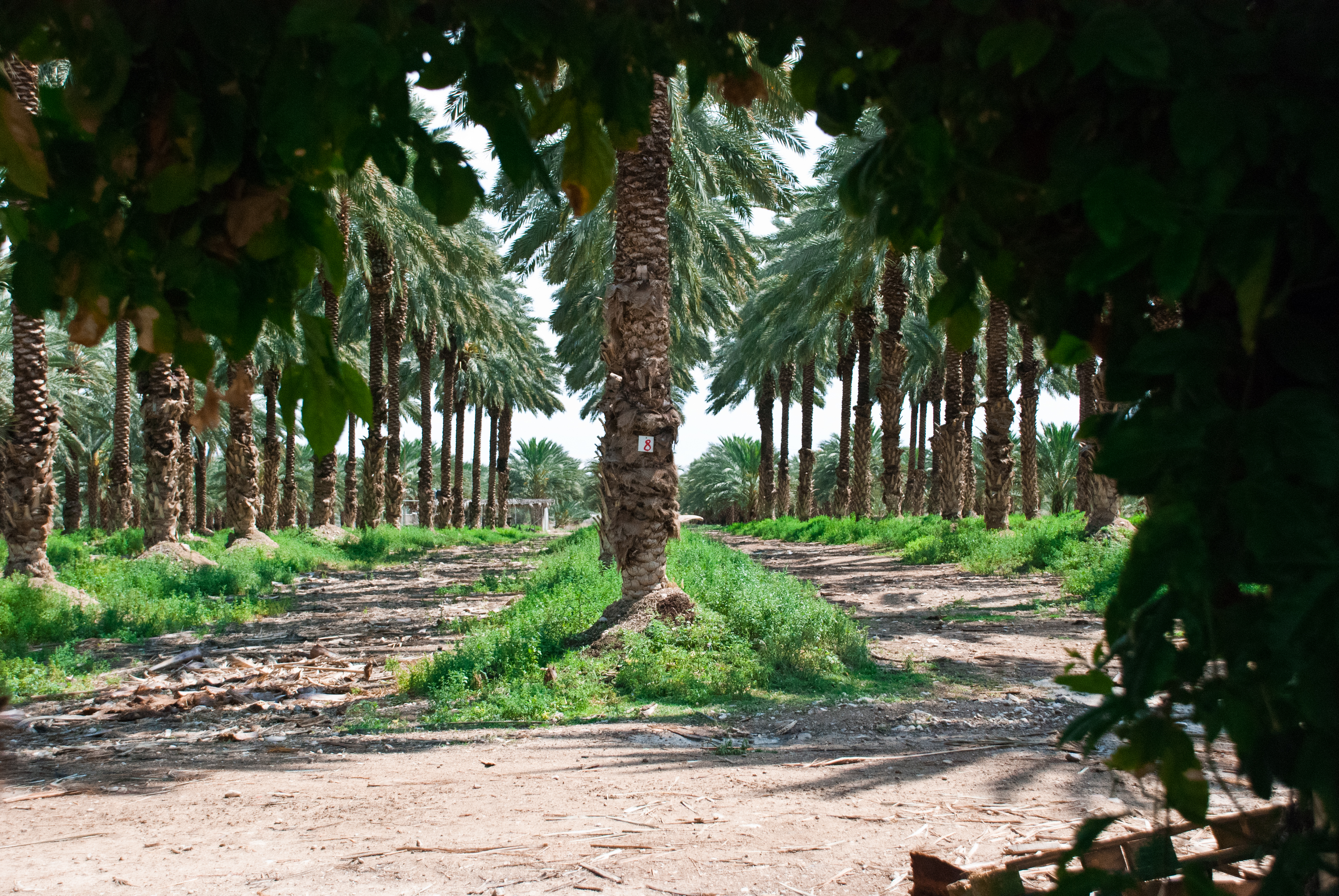
Campos de palmeras de dátiles en Naaran.

El kibutz organiza talleres sobre sionismo, judaísmo y sociedad israelí. Algunos miembros de sus miembros trabajan en los campos de dátiles o en la fábrica local de plásticos que fabrica envases y envoltorios para productos alimenticios de acuerdo con las normas internacionales.